# Chlaenius obsoletus
Chlaenius obsoletus är en skalbaggsart som beskrevs av Leconte. Chlaenius obsoletus ingår i släktet Chlaenius och familjen jordlöpare. Inga underarter finns listade i Catalogue of Life.